# Clephydroneura bidensa
Clephydroneura bidensa là một loài ruồi trong họ Asilidae. Clephydroneura bidensa được Shi miêu tả năm 1995. Loài này phân bố ở vùng Cổ Bắc giới và châu Á.